# Into the Grave
Into the Grave — дебютный студийный альбом дэт-метал-группы Grave, вышедший в 1991 году на лейбле Century Media Records. Диск был переиздан 17 сентября 2001 года с дополнительными записями из альбома Tremendous Pain EP и дополнительными демозаписями.

## Список композиций
1. «Deformed» — 4:07
2. «In Love» — 3:36
3. «For Your God» — 3:46
4. «Obscure Infinity» — 3:08
5. «Hating Life» — 3:02
6. «Into the Grave» — 4:09
7. «Extremely Rotten Flesh» — 4:36
8. «Haunted» — 3:39
9. «Day of Mourning» — 3:35
10. «Inhuman» — 3:52
11. «Banished to Live» — 3:51

Дополнительные треки в переизданиях
1. «Tremendous Pain» — 3:29
2. «Putrefaction Remains» — 2:53
3. «Haunted» — 3:29
4. «Day of Mourning» — 3:34
5. «Eroded» — 3:16
6. «Inhuman» — 3:39
7. «Obscure Infinity» — 3:12